# (R)-ベンジルスクシニルCoAデヒドロゲナーゼ
(R)-ベンジルスクシニルCoAデヒドロゲナーゼ((R)-benzylsuccinyl-CoA dehydrogenase)は、次の化学反応を触媒する酸化還元酵素である。
(R)-2-ベンジルスクシニルCoA + 2 電子伝達フラボタンパク質 {\displaystyle \rightleftharpoons } (E)-2-ベンジリデンスクシニルCoA + 2 還元型電子伝達フラボタンパク質
反応式の通り、この酵素の基質は(R)-2-ベンジルスクシニルCoAと電子伝達フラボタンパク質、生成物は(E)-2-ベンジリデンスクシニルCoAと還元型電子伝達フラボタンパク質である。
組織名は(R)-benzylsuccinyl-CoA:acceptor oxidoreductaseである。